# Marc-Kanyan Case
Marc-Kanyan Case (Lifou, Nueva Caledonia; 14 de septiembre de 1942 – 6 de enero de 2023) fue un futbolista neocaledonio naturalizado francés que jugaba en la posición de delantero.

## Carrera

### Club
| Periodo   | Club             |
| --------- | ---------------- |
| 1958–1963 | Olympique Nouméa |
| 1963–1969 | Gazélec Ajaccio  |
| 1969–1973 | SC Bastia        |
| 1973–1975 | Nîmes Olympique  |
| 1975–1977 | Gazélec Ajaccio  |

### Selección nacional
Jugó para Nueva Caledonia en dos ocasiones y anotó seis goles en los Juegos del Pacífico Sur 1963, y con Francia en cuatro ocasiones anotando dos goles, además de participar en los Juegos Olímpicos de México 1968 y los Juegos Mediterráneos de 1967.

## Tras el retiro
Al retirarse se dedicó a la política, llegó a ser presidente del consejo municipal de Numea entre 1989 y 1995, y fue elegido como el séptimo vicepresidente de Congreso de Nueva Caledonia.

## Logros

### Club
- Supercopa de Francia: 1

1972

### Selección nacional
- Juegos del Pacífico: 1

1963
- Juegos Mediterráneos: 1

1967